# Zachary Hickes
Zachary Hickes (Stepney, 1739 – 26 maggio 1771) è stato un ufficiale della Royal Navy, noto per essere stato il secondo in comando durante il primo viaggio del tenente James Cook nel Pacifico e il primo dell'equipaggio ad avvistare la terraferma australiana. Cook lo ricordò nei suoi diari come un ufficiale affidabile che aveva rapidamente scalato la gerarchia della Marina per le sue doti non comuni. Per il suo comandante Hickes portò a termini vari incarichi anche a terra, a Rio de Janeiro contrastando le autorità portoghesi e a Tahiti con il rapimento di un capo tahitiano, al fine di ottenere con la forza l'assistenza indigena per il recupero dei disertori. Grazie alla sua prontezza di spirito mentre si trovava al comando temporaneo della HMS Endeavour, Hickes salvò anche la vita di Cook, Joseph Banks e Daniel Solander quando questi furono attaccati dai Maori in Nuova Zelanda nel novembre 1769.
Eppure, nonostante il suo energico servizio, Hickes fu perseguitato dalla cattiva salute, che peggiorò man mano che il viaggio progrediva. Morì nel maggio 1771, probabilmente a causa di una tisi già contratta prima della partenza dall'Inghilterra, e le sue spoglie furono sepolte in mare al largo dell'isola atlantica di Sant'Elena. Hicks Bay in Nuova Zelanda e Point Hicks nell'Australia orientale sono così chiamati in suo onore.

## Primi anni di vita e di servizio navale
Hickes nacque a Stepney nel 1739. Si arruolò, o forse fu reclutato al servizio militare, a Ripon e appare per la prima volta nei registri della Marina nel 1766, imbarcato come able seaman e master's mate a bordo della HMS Launceston. Dimostratosi un marinaio esperto, nel mese di agosto 1767 fu promosso a guardiamarina a bordo dello sloop HMS Hornet, e ottenne il grado di tenente sulla stessa nave nel marzo del 1768. La sua promozione ad ufficiale fu formalizzata il 26 maggio 1768, con il trasferimento sulla Endeavour di James Cook come sottotenente e secondo in comando. Egli si unì formalmente all'equipaggio della nave il 3 giugno.
Come ufficiale, Hickes era ben considerato, ma non eccezionale: lo storico JC Beaglehole lo descrive come « un uomo capace », ma senza « la possibilità di brillare... un uomo prezioso, probabilmente, in ogni spedizione, ma forse nato per essere [solo] un tenente ».

## Il servizio sullaEndeavour

### Il viaggio di andata
I primi mesi di Hickes a bordo della Endeavour trascorsero senza particolari incidenti. Egli non viene menzionato in nessuno dei diari di Cook o degli incaricati della Royal Society, Joseph Banks e Sydney Parkinson, fino a quando la Endeavour raggiunse il porto portoghese di Rio de Janeiro il 13 novembre 1768. Qui ad Hickes fu affidato da Cook uno dei suoi primi compiti specifici: sbarcare a terra al comando di una delle scialuppe della nave, prendere contatto con le autorità locali e chiedere l'autorizzazione a ricostituire le forniture e le provviste di bordo. La missione non iniziò bene in quanto il viceré Antônio Rolim de Moura si rifiutò di credere che la Endeavour fosse semplicemente in missione scientifica. Hickes ed il master's mate Charles Clerke furono arrestati sulla riva, mentre a Cook furono chieste spiegazioni riguardo all'equipaggiamento della sua nave, agli armamenti e al numero di membri dell'equipaggio. La scialuppa fu restituita alla Endeavour senza Hickes e a lui e Clerke fu consentito di tornare alla propria nave solo dopo molte ore di ritardo.
Il 19 novembre Hickes fu nuovamente inviato a terra, per presentare una lettera formale di Cook al viceré. All'arrivo nel bacino portuale di Rio egli protestò quando un soldato portoghese si imbarcò sulla sua imbarcazione e si rifiutò di lasciarla. A quel punto lui e il suo equipaggio furono arrestati e portati sotto scorta via dalla riva. Le autorità portoghesi confiscarono la scialuppa della Endeavour e ne imprigionarono l'equipaggio, rimandando Hickes alla sua nave da solo. Dopo le proteste formali di Cook, l'equipaggio di Hickes fu rilasciato e la barca restituita, ma senza le insegne di bordo che i portoghesi riferirono fossero andate perse. Le autorità portoghesi accusarono Hickes di aver minacciato la vita del loro soldato e di aver dimostrato « petulanza e imprudenza »; chiesero quindi a Cook che egli rimanesse confinato sulla Endeavour e lo diffidarono dal tornare a riva. Tuttavia Cook ritenne che Hickes non avesse mantenuto alcun atteggiamento provocatorio di fronte alle autorità portoghesi che avrebbe potuto giustificare il primo arresto e poi il sequestro della barca di cui era al comando.

### L'esplorazione del Pacifico

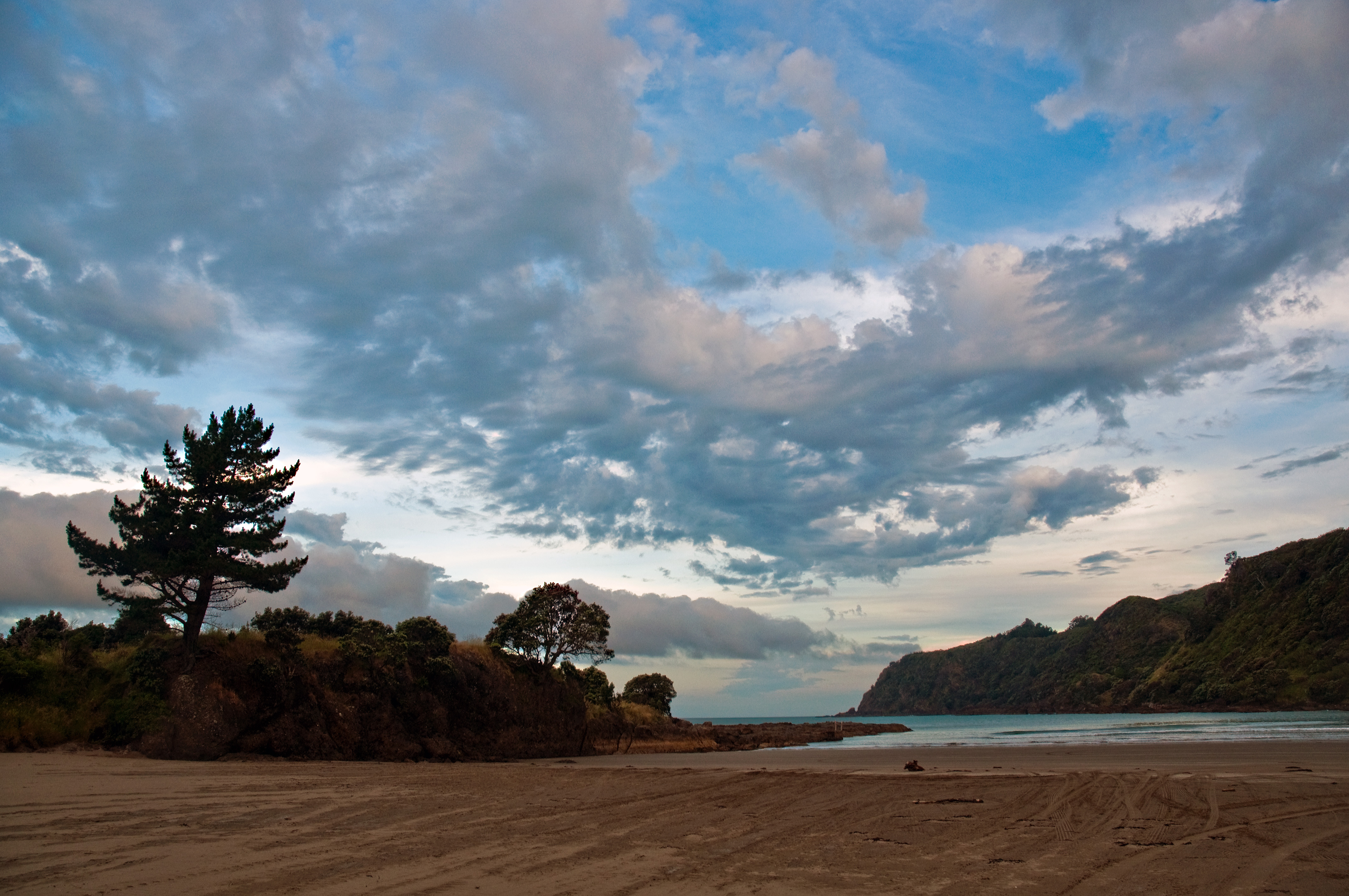
Hicks Bay, sulla costa orientale della Nuova Zelanda. Il primo punto avvistato da Zachary Hickes dal ponte della Endeavour, 31 ottobre 1769

Lasciata Rio, la Endeavour doppiò Capo Horn e proseguì verso ovest attraversando il Pacifico per raggiungere quindi Tahiti nel mese di aprile del 1769. Le abilità di leader di Hickes furono messe alla prova quando, tre giorni prima della prevista partenza della Endeavour dalle isole, due dei suoi marinai disertarono verso le montagne per stare con le loro 'mogli' tahitiane. Cook incaricò Hickes di assicurarsi il loro ritorno, ordinandogli di rapire capo locale Tootaha e altri tre indigeni, al fine di costringere i tahitiani a rivelare dove si fossero nascosti i disertori. Il rapimento fu un successo, ma lo stratagemma non riuscì: i tahitiani reagirono sequestrando il chirurgo di bordo della Endeavour, William Monkhouse, e quattro uomini del suo equipaggio, tenendoli in ostaggio vicino alla riva. Ancora una volta Cook fece affidamento su Hickes che guidò un forte distaccamento di marines a riva e minacciò che « i capi ne avrebbero sofferto » se gli ostaggi non fossero stati liberati. La minaccia di Hickes sortì l'effetto voluto: Monkhouse ed i marinai furono rilasciati, i tahitiani trovarono e restituirono i disertori, e tutti si ristorarono infine a bordo della Endeavour con una offerta di pace consistente in quattro maiali.
Sulla Endeavour gli fu riconosciuto il merito della localizzazione di quella che oggi è denominata infatti Hicks Bay, in Nuova Zelanda, e poi quello di essere stato il primo ad avvistare la terraferma dell'Australia a Point Hicks (la terra fu avvistata durante il suo turno di guardia della mattina). Cook chiamò entrambi quei luoghi in suo onore.
La Endeavour approdò a Botany Bay in Australia orientale il 29 aprile del 1770. Dopo lo sbarco, il 30 aprile Cook affidò ad Hickes il comando delle squadre a riva con la responsabilità di raccogliere acqua e legna per rifornire la nave. Archiviato il primo contatto ostile della giornata precedente, con questo incarico Hickes ebbe il primo contatto prolungato e più o meno pacifico della spedizione con gli aborigeni australiani, quando più di una dozzina di questi si raccolsero sulla spiaggia a guardare i suoi uomini che facevano rifornimento di acqua. Cook osservò nel suo diario che « il signor Hickes ha fatto tutto in suo potere per invogliarli ad avvicinarsi a lui, offrendo loro regali e ospitalità, ma senza alcun esito, tutto quello che sembravano volere era che noi ce ne andassimo ». Tuttavia Hickes insistette, interagendo abbastanza nei giorni successivi da riuscire ad interpretare qualche parola della lingua indigena.

### La morte
Hickes morì, probabilmente di una infezione polmonare tisica, il 26 maggio 1771, il terzo anniversario del suo imbarco come luogotenente a bordo della Endeavour. Come Cook scrisse nel suo diario, la causa della morte Hickes fu « una consunzione di cui era afflitto da quando siamo salpati dall'Inghilterra in modo che si possa veramente dire che avesse cominciato a morire da allora, sebbene avesse tenuto tollerabilmente bene finché non siamo arrivati a Batavia ». I suoi resti furono sepolti in mare nell'Atlantico del sud, al largo dell'isola di Sant'Elena, con quelle che Cook descrisse come « le usuali cerimonie ».

## Memoriali
La memoria di Hickes è ricordata nell'iscrizione su un monumento a Point Hicks, dove si legge: « Il tenente James Cook, RN della Endeavour, avvistò per primo l'Australia nei pressi di questo punto che chiamò Point Hicks, dopo che il tenente Zachary Hicks aveva visto per primo la terra ». Un'iscrizione simile si trova sul monumento presso il sito dell'ex cottage di Cook, a Great Ayton nel North Yorkshire.

### Annotazioni
1. ↑  Più spesso chiamato Hicks nei diari di Cook.
2. ↑  Nella Royal Navy del XVIII secolo era riferito ad un marinaio con almeno due anni di esperienza in mare.
3. ↑  Un antico grado di sottufficiale della Royal Navy.
4. ↑  In una nota del 2 maggio 1770, Isaac Smith, able seaman a bordo della Endeavour, registrò che Hickes gli aveva dato le seguenti traduzioni del linguaggio indigeno: "boorwee" che significa "tre" ; "warregal" che significava "cane"; "mareeyang" che significava "uccello di grandi dimensioni"; "mayanga" che significava "volare"; "gong" che significava "sole"; "eednarda" che significava "luna"; "padoo" che significava "acqua"; "bemalle" che significava "terra"; e "gooiyong" che significava "fuoco".[13]
5. ↑  Nel XVIII e XIX secolo era una maniera generica per riferirsi solitamente alla tubercolosi.

### Fonti
1. 1 2  Beaglehole 1968, pag. Cxxx.
2. 1 2 3  Beaglehole 1968, pag. 591.
3. ↑  Corrispondenza militare, dall'Ammiragliato alla Commissione della Marina, 25 Marzo 1768. Citato in Beaglehole 1968, p. 610.
4. ↑  Beaglehole 1968, pp. 22-23
5. ↑  Beaglehole 1968, pp.23-24
6. 1 2  Correspondence between the Conde de Azambuja, Vice Roy of the Estate of Brazil, and Lieutenant James Cook, Commander His Britannick Majesty's Ship Endeavour (19–22 November 1768), cited in Beaglehole 1968, pp. 491-493
7. ↑  Beaglehole 1968, p.25
8. ↑  Hough 1995, pp. 131-132
9. ↑  James Cook, cited in Beaglehole 1968, p. 116
10. ↑  Beaglehole 1968, p. 115
11. 1 2  Beaglehole 1968, p. 306
12. ↑  (EN) James Cook, XII, COOK'S DISCOVERY OF EASTERN AUSTRALIA, in Captain Cook's Journal During the First Voyage Round the World, Londra, 1893. URL consultato il 6 settembre 2014 (archiviato dall'url originale il 19 ottobre 2013).
13. ↑   Keith Vincent Smith, 1770: The Endeavour Lists: Forgotten Words from Botany Bay, in Australian Quarterly, vol. 75, n. 1, Australian Institute of Policy and Science, gennaio 2003,  pp. 32–37, 40. URL consultato il 26 settembre 2013.
14. 1 2  Beaglehole 1968, p. 471
15. ↑   CAPTAIN COOK., in The Sydney Morning Herald (NSW : 1842 - 1954), NSW, National Library of Australia, 26 gennaio 1935,  p. 16. URL consultato il 27 settembre 2013.